# Mike Bellotti
Mike Bellotti (Sacramento, Kalifornia, 1950. december 21. –) amerikai sportoló, edző, atlétikai igazgató, sportelemző. 2014-től a College Football Hall of Fame tagja.

## Tanulmányai
1969-ben érettségizett az Ygnacio Valley középiskolában, ahol az amerikaifutball-, baseball- és kosárlabdacsapatok tagja volt. A UC Davisen az amerikaifutball-csapat tagja volt, és negyedévesen a Far Western Conference egyik legjobb játékosának választották.
1973-ban szerezte meg testnevelési alapdiplomáját, 1974-ben pedig elvégezte a tanárképzőt. Testnevelési mesterdiplomáját 1982-ben szerezte a Cal State Haywardon, ahol a Delta Szigma Pí diákszövetség tagja volt.

## Pályafutása

### Edzőként

#### UC Davis Aggies
1973-ban alma materében Jim Sochor társedzője, 1974-ben a csapat támadóedzője, 1975–1976-ban pedig vezetőedzője volt.

#### Cal State Hayward
1977-től két szezonon át, majd 1980 és 1983 között a Cal State Hayward támadóedzője volt.

#### Weber State Wildcats
1979-ben a Weber Állami Egyetem edzője volt, de egy év után visszatért a Haywardra.

#### Chico State Wildcats
1984-től a Chicói Állami Egyetem alkalmazta, ahol 1988-ig maradt. Összesített eredménye 21–25–2.

#### Oregon Ducks
1989-ben az Oregoni Egyetem alkalmazásában Rich Brooks támadóedzője lett. 1994-ben Brooks az NFL-be távozott, utódja Bellotti lett.
Összesített eredménye 116–55. 2006-ban az egyesület legtöbb győzelemmel bíró amerikaifutball-vezetőedzője lett. A csapat 12 bowlmérkőzésen vett részt, és mindkét jelentősebb rangsorban második lett.

### Atlétikai igazgatóként
2008. december 2-án az Oregon State Beavers elleni győzelmet követően bejelentette, hogy el fogja vállalni az atlétikai igazgatói pozíciót, vezetőedzőként utódja pedig Chip Kelly lesz.
Atlétikai igazgatói pályafutása alatt a Ducks több játékosa ellen is fegyelmi eljárást folytatott le, Ernie Kent kosárlabdaedzőt pedig a gyenge eredmények miatt kirúgta. 2010. március 19-én bejelentette lemondását; írásbeli szerződése nem volt, csak szóban állapodtak meg. A lemondást Richard W. Lariviere rektor 19-én fogadta el. Az írásbeli szerződés hiánya miatt a 2,3 millió dolláros végkielégítést az állami igazságügyi hivatal is vizsgálta. Bellotti évente 599 ezer dollár nyugdíjat kap.
Az Amerikai Amerikaifutball-edzők Szövetsége igazgatótanácsának tagja.

### Sportelemzőként
2010 márciusában lemondott atlétikai igazgatói pozíciójáról, és az ESPN elemzője lett.

## Eredményei edzőként
| Év                                                             | Eredmény                                                       | Eredmény                                                       | Helyezés                                                       | Továbbjutás                                                    | Rangsor                                                        | Rangsor                                                        |   |
| Év                                                             | Összesített                                                    | Konferencia                                                    | Helyezés                                                       | Továbbjutás                                                    | Coaches                                                        | AP                                                             |   |
| Chico State Wildcats (Northern California Athletic Conference) | Chico State Wildcats (Northern California Athletic Conference) | Chico State Wildcats (Northern California Athletic Conference) | Chico State Wildcats (Northern California Athletic Conference) | Chico State Wildcats (Northern California Athletic Conference) | Chico State Wildcats (Northern California Athletic Conference) | Chico State Wildcats (Northern California Athletic Conference) |   |
| -------------------------------------------------------------- | -------------------------------------------------------------- | -------------------------------------------------------------- | -------------------------------------------------------------- | -------------------------------------------------------------- | -------------------------------------------------------------- | -------------------------------------------------------------- | - |
| 1984                                                           | 4–5–1                                                          | 2–3–1                                                          | 4.                                                             | –                                                              | –                                                              | –                                                              |   |
| 1985                                                           | 4–4–1                                                          | 3–1–1                                                          | 2.                                                             | –                                                              | –                                                              | –                                                              |   |
| 1986                                                           | 7–3                                                            | 4–1                                                            | 2.                                                             | –                                                              | –                                                              | –                                                              |   |
| 1987                                                           | 3–6                                                            | 3–2                                                            | 2-                                                             | –                                                              | –                                                              | –                                                              |   |
| 1988                                                           | 3–7                                                            | 3–2                                                            | T–2.                                                           | –                                                              | –                                                              | –                                                              |   |
| Összesen:                                                      | 21–25–2                                                        | 15–9–2                                                         | –                                                              | –                                                              | –                                                              | –                                                              |   |
| Oregon Ducks (Pacific-10 Conference)                           |                                                                |                                                                |                                                                |                                                                |                                                                |                                                                |   |
| 1995                                                           | 9–3                                                            | 6–2                                                            | 3.                                                             | Cotton Bowl                                                    | 18                                                             | 18                                                             |   |
| 1996                                                           | 6–5                                                            | 3–5                                                            | T–5.                                                           | –                                                              | –                                                              | –                                                              |   |
| 1997                                                           | 7–5                                                            | 3–5                                                            | T–7-                                                           | Las Vegas                                                      | –                                                              | –                                                              |   |
| 1998                                                           | 8–4                                                            | 5–3                                                            | T–3.                                                           | Aloha Bowl                                                     | –                                                              | –                                                              |   |
| 1999                                                           | 9–3                                                            | 6–2                                                            | T–2.                                                           | Sun Bowl                                                       | 18                                                             | 19                                                             |   |
| 2000                                                           | 10–2                                                           | 7–1                                                            | T–1.                                                           | Holiday Bowl                                                   | 9                                                              | 7                                                              |   |
| 2001                                                           | 11–1                                                           | 7–1                                                            | 1.                                                             | Fiesta Bowl (BCS)                                              | 2                                                              | 2                                                              |   |
| 2002                                                           | 7–6                                                            | 3–5                                                            | 8.                                                             | Seattle Bowl                                                   | –                                                              | –                                                              |   |
| 2003                                                           | 8–5                                                            | 5–3                                                            | T–3.                                                           | Sun Bowl                                                       | –                                                              | –                                                              |   |
| 2004                                                           | 5–6                                                            | 4–4                                                            | T–5.                                                           | –                                                              | –                                                              | –                                                              |   |
| 2005                                                           | 10–2                                                           | 7–1                                                            | 2.                                                             | Holiday                                                        | 12                                                             | 12                                                             |   |
| 2006                                                           | 7–6                                                            | 4–5                                                            | T–5.                                                           | Las Vegas Bowl                                                 | –                                                              | –                                                              |   |
| 2007                                                           | 9–4                                                            | 5–4                                                            | T–4.                                                           | Sun Bowl                                                       | 23                                                             | 24                                                             |   |
| 2008                                                           | 10–3                                                           | 7–2                                                            | T–2.                                                           | Holiday Bowl                                                   | 9                                                              | 10                                                             |   |
| Eredmény:                                                      | 116–55                                                         | 72–43                                                          | –                                                              | –                                                              | –                                                              | –                                                              |   |
| Összesen:                                                      | 137–80–2                                                       | –                                                              | –                                                              | –                                                              | –                                                              | –                                                              | – |
| Jelmagyarázat: Konferenciabajnok                               |                                                                |                                                                |                                                                |                                                                |                                                                |                                                                |   |

## Fordítás
- Ez a szócikk részben vagy egészben  a   Mike Bellotti című angol Wikipédia-szócikk ezen változatának fordításán alapul.  Az eredeti cikk szerkesztőit annak laptörténete sorolja fel. Ez a jelzés csupán a megfogalmazás eredetét és a szerzői jogokat jelzi, nem szolgál a cikkben szereplő információk forrásmegjelöléseként.